# دکترین برژنف
دکترین برژنف (به روسی: Доктрина Брежнева) سیاست خارجی شوروی در زمان رهبری لئونید برژنف بود که بیان می‌کرد: «حاکمیت هر کشور سوسیالیستی نمی‌تواند مغایر با منافع و امنیت کشورهای سوسیالیستی دیگر یا نهضت انقلاب جهانی باشد.»

## تاریخچه
حرکت‌های آزادی‌خواهانهٔ سال ۱۹۶۸ در کشور چکسلواکی پیشین در زمان برژنف منجر به نگرانی مقامات شوروی شد. این در حالی است که حکومت اتحاد شوروی پیشین اروپای خاوری را به نوعی دروازه‌های خود می‌دانست. روز چهارم ژانویه این سال پلنوم کمیتهٔ مرکزی حزب کمونیست چکسلواکی آنتونین نووتنی دبیر اول حزب کمونیست و رئیس‌جمهور این کشور را که از زمان استالین باقی‌مانده بود از دبیرکلی برکنار کرد و یکی از اعضای این حزب به نام الکساندر دوبچک که به اندیشه‌های آزادی خواهانه شهرت داشت را به این مقام برگزید. در ماه مارس همان سال نووتنی از مقام ریاست جمهوری این کشور نیز استعفا کرد و به تبع آن در ماه آوریل تمام عوامل و هواداران او از مقامات حزبی و دولتی برکنار شدند و مقام ریاست جمهوری به یکی از ژنرال‌های سالخورده رسید که عملاً نقشی در حکومت نداشت. به دنبال این دگرگونی‌ها کمیتهٔ مرکزی حزب کمونیست چک‌اسلواکی برنامهٔ تازه‌ای را برای این کشور تنظیم کرد که متضمن آزادی‌های اساسی رسانه‌ها و لغو سانسور و همچنین تمرکززدایی و حرکت این کشور از انحصار سوسیالیستی و متمرکز به ساختی دموکراتیک و نامتمرکز بود. دوبچک برای نخستین بار شعار «سوسیالیسم با چهرهٔ انسانی» را مطرح کرد که این اصطلاح خود موجب افزایش خشم مقامات مسکو شد زیرا معنی این شعار جز این نبود که سوسیالیسمی که تاکنون در کشورهای بلوک شرق از جمله اتحاد شوروی پیاده می‌شد غیرانسانی بود.

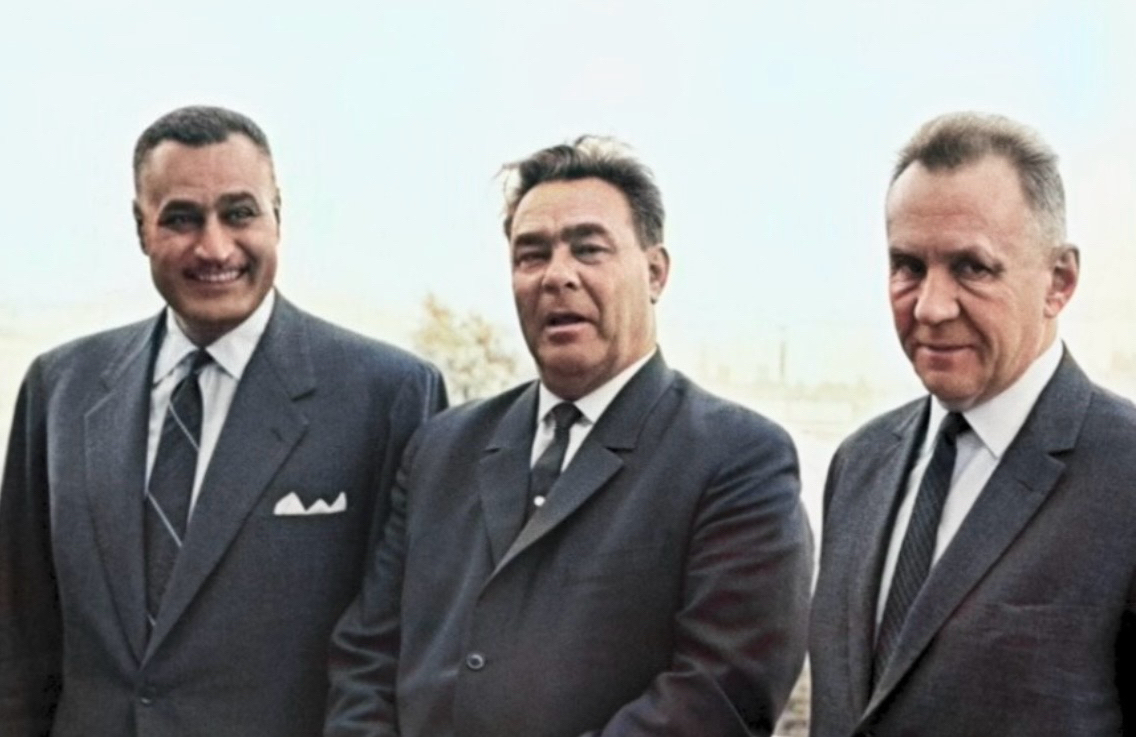
کاسیگین، برژنف و عبدالناصر در سال ۱۹۶۷

دوبچک دو بار در دورهٔ دبیر اولی حزب برای رفع نگرانی‌ها و ارائه توضیحات پیرامون مسائل پیش آمده به مسکو رفت و با مقامات کرملین ملاقات کرد. در دومین ملاقات برژنف نگرانی خود را از اوضاع پیش آمده در چک‌اسلواکی اعلام کرد و صراحتاً گفت که شوروی نمی‌تواند در قبال این موضوع تنها نظاره گر باشد. دوبچک برای رفع نگرانی مقامات شوروی تصریح کرد که بر اوضاع مسلط هست و همچنین اجازهٔ برگزاری مانور مشترک نظامی اعضای پیمان ورشو را در خاک این کشور داد. پس از پایان این رزمایش نیروهای اتحاد شوروی در باریکهٔ مرزی خود با این کشور نگه داشتند (پیش از فروپاشی شوروی این دو کشور با یکدیگر از طریق جمهوری اوکراین مرز مشترک داشتند).
پس از بالا گرفتن روند اصلاحات در چک اسلواکی و همچنین بروز برخی شایعات همانند کشف انبار مهمات آمریکایی که توسط روزنامهٔ پراودا ارگان رسمی حزب کمونیست شوروی منتشر شد برژنف و دوبچک این بار در خاک چک اسلواکی در قالب رهبران پیمان ورشو با یکدیگر ملاقات کردند.
ملاقات رهبران اعضای پیمان ورشو در چک اسلواکی منجر به صدور بیانیه‌ای شد که در آن قبول اصل تساوی میان احزاب کمونیست و رعایت استقلال کشورها تصریح شده بود. اما جمله‌ای در این بیانیه گنجانده شده بود که مقدمات ابداع دکترین برژنف را فراهم آورد: «نگهداری و دفاع از دست‌آوردهایی که به بهای کوشش‌های قهرمانانه و از خود گذشتگی‌های فراوان مردم کشورهای سوسیالیست به دست آمده است وظیفهٔ مشترک کلیهٔ کشورهای سوسیالیست است.»
همین بند از بیانیه منجر به سواستفادهٔ بعدی شوروی و دخالت نظامی این کشور در چک اسلواکی در ماه اوت شد و این کشور همراه با چهار کشور از اعضای پیمان ورشو وارد خاک چک اسلواکی شده و در مدت یک روز بدون برخورد مقاومتی نقاط حساس پایتخت این کشور را تصرف کردند.

## نقشکاگ‌ب

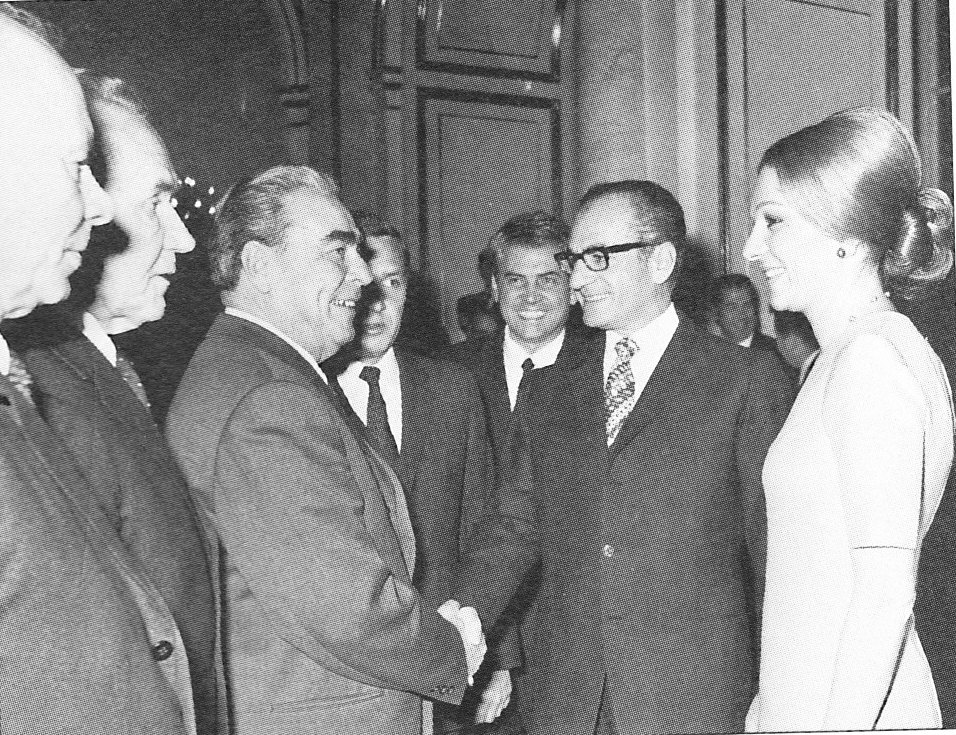
فرح پهلوی و محمدرضا پهلوی در کنار برژنف در سال ۱۹۷۰

هنگامی که در چکسلواکی در بهار پراگ اعتراضات علیه سیاست‌های شوروی آغاز شد بخش عمده مردم در موضع بی‌طرفی بودند آن‌ها اگر چه علاقمند سیاست‌های اتحاد جماهیر شوروی نبودند اما انگیزه‌ای هم برای بیان اعتراضات علنی و حضور در راهپیمایی‌ها نداشتند، چون معتقد بودند اگرچه شوروی دیکتاتور است اما آینده چکسلواکی بی شوروی هم گنگ است، ضمن آنکه غرب هم همواره فقط به اعتراض لفظی به سرکوب بهار پراگ بسنده می‌کرد و در عمل کاری انجام نمی‌داد، کشورهای غربی با توجه به واقعیت‌های رویارویی اتمی در جریان جنگ سرد، نه می‌توانستند و نه می‌خواستند در اروپای شرقی به مقابله نظامی یا سیاسی با شوروی برخیزند. بهار پراگ را بیشتر جوانان و دانشجویان با شیوه‌های مدنی پیش می‌بردند، راهپیمای‌های سکوت، ایستادن در معابر عمومی، تجمع در میدان‌ها و…؛ اما جمعیت عظیم همچنان در مقابل این اعتراض‌ها سکوت کرده بودند. این بخش خاکستری جامعه بیمناک آینده بودند.
کاگ‌ب در حزب کمونیست مورد سؤال قرار گرفت و لئونید برژنف رهبر شوروی به کا گ ب دستور داد تا از هر راهی که می‌تواند نه با نیروی پلیسی و امنیتی بلکه با ایجاد یک جو روانی قشر خاکستری و بی‌تفاوت جامعه را علیه معترضین بشوراند. کاگ ب پیشنهاد داد تا نیروهایی از پلیس و وفاداران لباس شخصی حزب به اموال عمومی و همچنین خانه‌های مردم و فروشگاه‌ها حمله ببرند و به غارت و تخریب مشغول بشوند، آن‌ها به باجه تلفن‌های عمومی ایستگاه‌های اتوبوس ماشین‌های مردم و فروشگاه‌ها و خانه‌ها حمله می‌کردند و این‌گونه القا کردند معترضین غارتگرو دشمن مردم هستند؛ رفته‌رفته قشر خاکستری جامعه که از این آشوب‌ها و غارت و تخریب خسته شده بودند به حمایت از حزب و حکومت پرداختند و از آن‌ها خواستند تا جلوی این آشوب‌ها گرفته شود کار به‌جایی رسید که اعتراضات عمومی رنگ عوض کرد حالا همان قشر خاکستری و بی‌تفاوت جامعه بود که به خیابان‌ها ریخته بودند و علیه معترضین شعار می‌دادند و خواستار برقراری آرامش بودند.
اتحاد جماهیر شوروی و کشورهای کمونیستی و بلوک شرق از این شیوه خرسند شدند و بعدها در پس هر اعتراضی نسبت به آن اقدام می‌کردند. سازمان‌های امنیتی بلوک شرق این دکترین را به‌عنوان بخشی از مهندسی عملیات روانی در جامعه بکار گرفتند و در دوره‌های آموزشی خود همواره نسبت به تربیت تیم‌های ضربت باهدف «یارگیری خاکستری» اختصاص می‌دادند.
این ایده توسط نیروی انتظامی در جریان اعتراضات آبان ۱۳۹۸ ایران و نیز خیزش ۱۴۰۱ ایران انجام شد.